# Time (hudební skupina)
Time byla jugoslávská rocková hudební skupina, kterou v roce 1971 založil zpěvák Dado Topić, poté co opustil skupinu Korni Grupa.

## Diskografie

### Alba
- 1972: Time
- 1975: Time II
- 1976: Život u čizmama sa visokom petom

### Singly
- 1973: "Život moj / Pjesma No.3"
- 1973: "Reci Ciganko, što mi u dlanu piše / Makedonija"
- 1975: "Kad jednom otkrijem čovjeka u sebi / Da li znaš da te volim"
- 1976: "Tin i Tina / Dok sjedim ovako u tvojoj blizini"
- 1976: "Kad smo ja i moj miš bili bokseri / Dok ja i moj miš sviramo jazz"
- 1976: "Poželi nešto / Superstar"

### Kompilace
- 2007: "Time & Dado Topić - Ultimate Collection"